# Daniel Smith (Politiker)
Daniel Smith (* 29. Oktober 1748 im Stafford County, Colony of Virginia; † 16. Juni 1818 bei Hendersonville, Tennessee) war ein US-amerikanischer Landvermesser, Oberst im Amerikanischen Unabhängigkeitskrieg und zweifacher US-Senator von Tennessee.
Smith besuchte das College of William and Mary in Williamsburg (Virginia). Nach seiner Ausbildung zum Landvermesser zog er 1773 nach Augusta County, Virginia, wo er eine Stelle als stellvertretender Landvermesser annahm. Gleichzeitig meldete er sich als Freiwilliger zur Virginia-Miliz, wo er nach einigen Kämpfen mit Indianern zum Major befördert wurde. 1780 wurde er zum Sheriff des Augusta County gewählt und zum Colonel befördert. In der Folgezeit nahm er an mehreren Schlachten des Unabhängigkeitskrieges teil. Am 15. Oktober 1781 wurde Smith Assistent von Thomas Hutchins, einem Kartographen, Geographen und Landvermesser der Kontinentalarmee.
Nach dem Krieg zog Smith in die Gegend des späteren Sumner County in Tennessee und nahm das ihm für seine Dienste in der Kontinentalarmee versprochene Land in Besitz. 1784 begann Smith mit der Errichtung von Rock Castle und legte damit den Grundstein für die Gründung der Stadt Hendersonville.
1789 wurde Smith Mitglied der Versammlung von North Carolina, die die Verfassung der Vereinigten Staaten ratifizierte. Nachdem North Carolina das spätere Tennessee an die Vereinigten Staaten abgetreten hatte, wurde aus dem Gebiet das Südwest-Territorium gebildet. 1790 ernannte Präsident George Washington Smith zum Staatssekretär des Territoriums als Stellvertreter von Gouverneur William Blount. Später war Smith Mitglied der Verfassunggebenden Versammlung von Tennessee, welche die erste Verfassung für Tennessee entwarf, die am 1. Juni 1796 in Kraft trat. Im gleichen Jahr veröffentlichte Smith die erste offizielle Landkarte von Tennessee. Am 6. Oktober 1798 wurde er als Ersatz für den zurückgetretenen späteren US-Präsidenten Andrew Jackson zum US-Senator ernannt. Am 4. März 1799 wurde er durch den zu seinem Nachfolger gewählten Joseph Anderson abgelöst. Im September 1803 wurde er dann auf den anderen Senatssitz Tennessees gewählt und damit ab dem 4. März 1805 als Junior Senator Kollege Andersons. Nach seinem Rücktritt am 31. März 1809 wurde Jenkin Whiteside sein Nachfolger für die verbleibende Amtszeit bis 1811.
Nach dem Ende seiner politischen Karriere kehrte er auf seinen Landsitz Rock Castle in Hendersonville zurück und widmete sich dem Ackerbau und seinen Geschäften. Das Smith County in Tennessee wurde nach Smith benannt, Rock Castle ist im National Register of Historic Places gelistet.